# Pero exquisita
Pero exquisita là một loài bướm đêm trong họ Geometridae.